# NGC 768
NGC 768 is een spiraalvormig sterrenstelsel in het sterrenbeeld Walvis. Het hemelobject werd op 2 december 1885 ontdekt door de Amerikaanse astronoom Lewis A. Swift.

## Synoniemen
- PGC 7465
- UGC 1457
- IRAS01561+0017
- MCG 0-6-16
- KUG 0156+002
- ZWG 387.18
- KCPG 49A